# Leptoderma macrophthalmum
Leptoderma macrophthalmum is een straalvinnige vissensoort uit de familie van de gladkopvissen (Alepocephalidae). De wetenschappelijke naam van de soort is voor het eerst geldig gepubliceerd in 2011 door Byrkjedal, Poulsen & Galbraith.